# Vitaliano I Borromeo
Vitaliano I Borromeo, né vers 1390 et mort en 1449, est un noble gibelin italien de Milan, premier comte d'Arona. Son père est Giacomo Vitaliani, ambassadeur de Padoue à Venise, et sa mère Margherita est issue de la prospère famille Borromeo. Il épousa Ambrosina Fagnani, et son seul fils fut Filippo Borromeo (en). Sa descendance garda le nom de Borromeo.

## Biographie
Les événements de la jeunesse et de la vie antérieure de Vitaliano Borromeo sont inconnus. Selon une histoire, alors qu'il était jeune homme et à court d'argent, il vendit toutes ses possessions pour acheter des ânes avec des couvertures brodées d'un chameau assis sur un panier, symbolisant sa pauvreté. Son oncle riche, avare, Giovanni Borromeo, avait auparavant refusé ses demandes d'argent, mais fut tellement amusé par cet acte conçu pour l'impressionner qu'il permit à Vitaliano d'entrer dans sa maison.
Vitaliano obtint la citoyenneté de Milan en 1416 et gagna en richesse et en prestige. Il acheta de nombreuses propriétés et servit comme trésorier en 1418. À un moment donné, il commença un service bancaire qui, sous la direction de son fils Filippo, a pris de l'importance dans tous les principaux marchés d'Europe. Il entra en possession de son héritage en novembre 1431 lorsque son oncle Giovanni Borromeo mourut, et il adopta son nom de famille. En 1439, Filippo Maria Visconti lui attribua la ville d'Arona sur la rive ouest du lac Majeur, et six ans plus tard, le duc le fit comte d'Arona. En 1441, il fut nommé conseiller milanais. En 1447, il fut élu Capitaine et Défenseur de la Liberté de Milan lors des premières élections de la République ambrosienne.
En tant que fervent gibelin, il hébergea une conspiration en février 1449 contre le dictateur Charles Gonzague, menée par ses amis Giorgio Lampugnano (en) et Teodoro Bossi. La conspiration fut découverte, et tandis que Lampugnano et Cotti furent tués, Borromeo s'enfuit à Arona. Pendant son séjour à Arona durant l'été, il parvint à acheter Angera aux Visconti pour 12 800 lires impériales, ce qui lui donna la maîtrise de tout le lac Majeur. Il mourut en octobre de cette année-là d'une cause inconnue et fut enterré à Milan. Son fils Filippo reçut son héritage de Francesco Sforza, qui, selon la légende, ajouta également trois anneaux au blason de la famille Borromeo.